# Navés
Navés (en francès, Navès) és un municipi francès situat al departament del Tarn i a la regió d'Occitània.

## Demografia
| 1962                                       | 1968 | 1975 | 1982 | 1990 | 1999 | 2007 |
| ------------------------------------------ | ---- | ---- | ---- | ---- | ---- | ---- |
| 334                                        | 350  | 383  | 444  | 620  | 703  | 714  |
| Des de 1962: població sense dobles comptes |      |      |      |      |      |      |

## Administració
| Període | Identitat     | Partit |
| ------- | ------------- | ------ |
| 2008-   | Marc Cousinié |        |